# Hannes Häyrinen
Johan Hannes Erik Häyrinen, född 25 april 1914 i Jyväskylä, död 21 december 1991 i Helsingfors, var en finländsk skådespelare.
Häyrinen utbildade sig vid Suomen näyttämöopisto 1932–1934 men fick vänta på att karriären skulle skjuta fart, vilket skedde när han 1939 fick sin första filmroll. Efter detta spelade han i tio filmer hos Suomi-Filmi och stabiliserade sitt rykte som komiker sedan han gått över till Suomen Filmiteollisuus. Under sin karriär medverkade han i drygt 50 filmer. Samarbetet med hustrun Liisa Nevalainen resulterade på 1960-talet i den populära tv-serien Hanski, som med sina 84 avsnitt gjorde honom känd som "hela Finlands Hanski." På äldre dagar arbetade han mera med teater och gjorde bland annat den stora rollen som Mannerheim i Paavo Rintalas dramatisering på Finlands nationalteater.